# Georges Montal
Pour les articles homonymes, voir Montal (homonymie).
Georges Montal est un acteur français né le 31 janvier 1926 à Lyon 4e et mort le 13 octobre 1986 à Gasville-Oisème.

## Filmographie partielle

### Cinéma
- 1948 : Sergil et le Dictateur de Jacques Daroy
- 1948 : Le Sorcier du ciel de Marcel Blistène : le meunier
- 1949 : La Passagère de Jacques Daroy
- 1950 : La Belle que voilà de Jean-Paul Le Chanois
- 1951 : Topaze de Marcel Pagnol
- 1951 : La Grande vie d'Henri Schneider
- 1978 : Sale rêveur de Jean-Marie Périer : le premier malfrat
- 1979 : Il y a longtemps que je t'aime de Jean-Charles Tacchella
- 1979 : Le Mouton noir de Jean-Pierre Moscardo
- 1980 : Les Borsalini de Michel Nerval
- 1981 : Belles, blondes et bronzées de Max Pécas
- 1982 : On n'est pas sorti de l'auberge de Max Pécas

### Télévision
- 1965 : Foncouverte de Robert Guez, série télévisée
- 1967 : Allô Police de Robert Guez, série télévisée, épisode Un couple qui divorce
- 1979 : Les Enquêtes du commissaire Maigret de Claude Barma, épisode Liberty Bar